# Campeonato de España de Tenis de mesa
El Campeonato de España de tenis de mesa, masculino y femenino, se celebra anualmente en las modalidades individuales y dobles desde 1946 hasta la actualidad, organizado por la Real Federación Española de Tenis de mesa.
Existía también la modalidad de dobles mixtos que dejó de celebrarse en el año 2006, año en el que se impuso la pareja Galia Dvorak y Víctor Sánchez. Esta modalidad se incluyó como modalidad olímpica de cara a los Juegos Olímpicos de Tokio 2020, lo que fue determinante en que se reemprendiese en 2019, resultando ganadores en esa edición la dupla Sofía Xuan-Zhang, Carlos Caballero, y en la de 2020 Jesús Cantero y Ana García. 
En la edición de 2021 debido a la pandemia de COVID-19 se cancelaron las competiciones de dobles.

## Finales individuales masculina y femenina
| Año  | Competición masculina | Competición masculina | Competición femenina | Competición femenina | Competición femenina |
| ---- | --------------------- | --------------------- | -------------------- | -------------------- | -------------------- |
| Año  | Campeón               | Subcampeón            | Campeón              | Subcampeón           |                      |
| 1946 | Pagés                 | Petit                 | C. Morey             | Panadés              |                      |
| 1947 | Alberto Dueso         | Miguel Aguerri        | Lolita Moliné        | Bial                 |                      |
| 1948 | Alberto Dueso         | Jaime Capdevila       | Lolita Moliné        | Chávarri             |                      |
| 1949 | Alberto Dueso         | Jaime Capdevila       | Lolita Moliné        | Illera               |                      |
| 1950 | Alberto Dueso         | Ramón                 | Lolita Moliné        | C. Morey             |                      |
| 1951 | Alberto Dueso         | Solé                  | Lolita Moliné        | Meneses              |                      |
| 1952 | Gadea                 | Jaime Capdevila       | Mercedes Solsona     | Lacort               |                      |
| 1953 | Ramón                 | Juan Tarruella        | M.T. Grau            | Bas                  |                      |
| 1954 | Alberto Dueso         | Miguel Aguerri        | Alicia Guri          | Bas                  |                      |
| 1955 | Gadea                 | J.M. Palés            | Alicia Guri          | Mercedes Solsona     |                      |
| 1956 | Juan Castillo         | Alberto Dueso         | Alicia Guri          | Nacha Hospital       |                      |
| 1957 | Martín Olivar         | Juan Castillo         | Nacha Hospital       | Alicia Guri          |                      |
| 1958 | Alberto Dueso         | Martín Olivar         | Nacha Hospital       | Alicia Guri          |                      |
| 1959 | J.M. Palés            | Martín Olivar         | Nacha Hospital       | Lacort               |                      |
| 1960 | Jordi Palés           | Juan Castillo         | Nacha Hospital       | Alicia Guri          |                      |
| 1961 | Jordi Palés           | Martín Olivar         | Nacha Hospital       | Montserrat Guiamet   |                      |
| 1962 | Jordi Palés           | Ramón                 | Ana María Navarro    | Montserrat Guiamet   |                      |
| 1963 | Ibáñez                | Ramón                 | Nacha Hospital       | Ana María Navarro    |                      |
| 1964 | Martín Olivar         | J.M. Palés            | Montserrat Guiamet   | Ana María Navarro    |                      |
| 1965 | Martín Olivar         | José Sierra           | María Rosa Riumbau   | Moreu                |                      |
| 1966 | Ibáñez                | Martín Olivar         | Moreu                | M.L. Acebo           |                      |
| 1967 | Juan Castillo         | Jordi Palés           | Mercé Foz            | María Rosa Riumbau   |                      |
| 1968 | Jordi Palés           | Jorge Abad            | María Rosa Riumbau   | Fornara              |                      |
| 1969 | Jordi Palés           | Juan Castillo         | Pilar Lupón          | Mercé Foz            |                      |
| 1970 | Jordi Palés           | Martín Olivar         | Maria Pitel          | Mercé Foz            |                      |
| 1971 | Jordi Palés           | Juan Sureda           | Pilar Lupón          | Mercé Foz            |                      |
| 1972 | Juan Castillo         | Martín Olivar         | Pilar Lupón          | Lola Uribe           |                      |
| 1973 | Jordi Palés           | Juan Castillo         | Pilar Lupón          | Montserrat Sanahuja  |                      |
| 1974 | Josep Feliú II        | José Lupón            | Montserrat Sanahuja  | Pilar Lupón          |                      |
| 1975 | José Lupón            | Jordi Palés           | Lola Uribe           | Pilar Lupón          |                      |
| 1976 | José Lupón            | Orlando Saña          | Pilar Lupón          | Lola Uribe           |                      |
| 1977 | Josep María Palés     | Orlando Saña          | Pilar Lupón          | Montserrat Sanahuja  |                      |
| 1978 | Josep María Palés     | Boada                 | Montserrat Sanahuja  | Pilar Gargallo       |                      |
| 1979 | Ismael Caymel         | Josep María Palés     | Montserrat Sanahuja  | Pilar Lupón          |                      |
| 1980 | Josep María Palés     | Ismael Caymel         | Pilar Lupón          | Montserrat Sanahuja  |                      |
| 1981 | Ismael Caymel         | David Sánchez         | Montserrat Sanahuja  | Pilar Lupón          |                      |
| 1982 | David Sánchez         | Roberto Casares       | Montserrat Sanahuja  | Pilar Lupón          |                      |
| 1983 | Josep María Palés     | Ismael Caymel         | Montserrat Sanahuja  | Pilar Lupón          |                      |
| 1984 | Roberto Casares       | Josep María Palés     | Montserrat Sanahuja  | Ana María Godes      |                      |
| 1985 | Josep María Palés     | Roberto Casares       | Montserrat Sanahuja  | Marta Pajares        |                      |
| 1986 | Josep María Palés     | Roberto Casares       | Ana María Godes      | Araceli Doménech     |                      |
| 1987 | Josep María Palés     | Roberto Casares       | Ana María Godes      | Nuria Sapés          |                      |
| 1988 | Josep María Palés     | Roberto Casares       | Ana María Godes      | Mónica Weisz         |                      |
| 1989 | Roberto Casares       | Josep María Palés     | Ana María Godes      | Nuria Sapés          |                      |
| 1990 | Roberto Casares       | Josep María Palés     | Ana María Godes      | Mónica Weisz         |                      |
| 1991 | Roberto Casares       | Ismael Caymel         | Ana María Godes      | Gloria Gauchia       |                      |
| 1992 | Josep María Palés     | Roberto Casares       | Ana María Godes      | Gloria Barranco      |                      |
| 1993 | Roberto Casares       | Ismael Caymel         | Nuria Badía          | Gloria Barranco      |                      |
| 1994 | Roberto Casares       | Jorge Gambra          | Nuria Badía          | Gloria Barranco      |                      |
| 1995 | Roberto Casares       | Jorge Gambra          | Mónica Weisz         | Roser Vilá           |                      |
| 1996 | Roberto Casares       | Jorge Gambra          | Sara Pérez           | Mónica Weisz         |                      |
| 1997 | Roberto Casares       | Jorge Gambra          | Roser Vilá           | Mónica Weisz         |                      |
| 1998 | Víctor Sánchez        | Jorge Gambra          | Roser Vilá           | E. Arnau             |                      |
| 1999 | Alfredo Carneros      | Victor Sánchez        | Sara Pérez           | Mónica Weisz         |                      |
| 2000 | Víctor Sánchez        | Jorge Gambra          | Roser Vilá           | Jessica Hernández    |                      |
| 2001 | Carlos Machado        | Alfredo Carneros      | Alba Prades          | Sara Pérez           |                      |
| 2002 | Alfredo Carneros      | Víctor Sánchez        | Galia Dvorak         | Alba Prades          |                      |
| 2003 | He Zhi Wen            | Alfredo Carneros      | Galia Dvorak         | Jessica Hernández    |                      |
| 2004 | Carlos Machado        | He Zhi Wen            | Galia Dvorak         | Sara Ramírez         |                      |
| 2005 | Víctor Sánchez        | Oriol Monzó           | Galia Dvorak         | Sara Ramírez         |                      |
| 2006 | Carlos Machado        | Marc Durán            | Sara Ramírez         | Galia Dvorak         |                      |
| 2007 | Víctor Sánchez        | Alfredo Carneros      | Sara Ramírez         | Galia Dvorak         |                      |
| 2008 | Carlos Machado        | Alfredo Carneros      | Yanfei Shen          | Sara Ramírez         |                      |
| 2009 | Carlos Machado        | Alfredo Carneros      | Sara Ramírez         | Zhu Fang             |                      |
| 2010 | Carlos Machado        | Marc Durán            | Zhu Fang             | Sara Ramírez         |                      |
| 2011 | Carlos Machado        | Endika Díez           | Yanfei Shen          | Sara Ramírez         |                      |
| 2012 | Carlos Machado        | Marc Durán            | Sara Ramírez         | Zhu Fang             |                      |
| 2013 | Carlos Machado        | Marc Durán            | Sara Ramírez         | Galia Dvorak         |                      |
| 2014 | Carlos Machado        | Marc Durán            | María Xiao           | Zhu Fang             |                      |
| 2015 | Marc Durán            | Endika Díez           | María Xiao           | Sara Ramírez         |                      |
| 2016 | Jesús Cantero         | Carlos Machado        | María Xiao           | Galia Dvorak         |                      |
| 2017 | Álvaro Robles         | Carlos Machado        | Galia Dvorak         | Sofía Xuan-Zhang     |                      |
| 2018 | Carlos Machado        | Marc Durán            | Galia Dvorak         | Ana García           |                      |
| 2019 | Álvaro Robles         | Marc Durán            | Sofía Xuan-Zhang     | Zhipei Wang          |                      |
| 2020 | Endika Díez           | Carlos Machado        | Claudia Caymel       | Ana García           |                      |
| 2021 | Álvaro Robles         | Endika Díez           | Galia Dvorak         | Sofía Xuan-Zhang     |                      |
| 2022 | Marc Durán            | Francisco Miguel Ruiz | Sofía Xuan-Zhang     | Sofía Barba          |                      |
| 2023 | Marc Durán            | Carlos Franco         | Natalia Prosvirnina  | Sofía Xuan-Zhang     |                      |

## Medallero en modalidad individual

### Campeones de España individual masculino con 3 o más títulos
| Nombre            | Oro | Plata |
| ----------------- | --- | ----- |
| Carlos Machado    | 11  | 4     |
| Roberto Casares   | 9   | 5     |
| Josep María Palés | 9   | 4     |
| Jordi Palés       | 8   | 2     |
| Alberto Dueso     | 7   | 1     |
| Víctor Sánchez    | 4   | 1     |
| Marc Durán        | 3   | 7     |
| Martín Olivar     | 3   | 6     |
| Juan Castillo     | 3   | 4     |
| Álvaro Robles     | 3   | 0     |

### Campeones de España individual femenino con 3 o más títulos
| Nombre              | Oro | Plata |
| ------------------- | --- | ----- |
| Montserrat Sanahuja | 8   | 3     |
| Pilar Lupón         | 7   | 6     |
| Galia Dvorak        | 7   | 4     |
| Ana María Godes     | 7   | 1     |
| Nacha Hospital      | 6   | 1     |
| Sara Ramírez        | 5   | 6     |
| Lolita Moliné       | 5   | 0     |
| Alicia Guri         | 3   | 3     |
| Roser Vilá          | 3   | 1     |
| María Xiao          | 3   | 0     |

## Vencedores en dobles masculino y femenino
| Año  | Competición masculina | Competición masculina | Competición femenina | Competición femenina | Competición femenina |
| ---- | --------------------- | --------------------- | -------------------- | -------------------- | -------------------- |
| Año  | Campeón               | Campeón               | Campeona             | Campeona             |                      |
| 1946 | Jaime Capdevila       | Petit                 | Morey                | Morey                |                      |
| 1947 | Jaime Capdevila       | Tarragón              | Morey                | Morey                |                      |
| 1948 | Alberto Dueso         | Miguel Aguerri        | Lolita Moliné        | Matheos              |                      |
| 1949 | Alberto Dueso         | Ramón                 | Lolita Moliné        | Matheos              |                      |
| 1950 | Miguel Aguerri        | Pérez                 | Lolita Moliné        | Matheos              |                      |
| 1951 | Alberto Dueso         | Jaime Capdevila       | Lolita Moliné        | Matheos              |                      |
| 1952 | Jaime Capdevila       | Gadea                 | Mercedes Solsona     | Bas                  |                      |
| 1953 | Ramón                 | Jordi Palés           | Alicia Guri          | Mercedes Solsona     |                      |
| 1954 | Salomó                | Salichs               | Alicia Guri          | Mercedes Solsona     |                      |
| 1955 | Joan Tarragón         | Lhorman               | Alicia Guri          | Mercedes Solsona     |                      |
| 1956 | Alberto Dueso         | Miguel Aguerri        | Alicia Guri          | Mercedes Solsona     |                      |
| 1957 | Jordi Palés           | J.M. Palés            | Nacha Hospital       | Carmen Casas         |                      |
| 1958 | Ramón                 | Martín Olivar         | Nacha Hospital       | Carmen Casas         |                      |
| 1959 | Juan Castillo         | José Luis Buitrago    | Nacha Hospital       | Carmen Casas         |                      |
| 1960 | Jordi Palés           | J.M. Palés            | Nacha Hospital       | Alicia Guri          |                      |
| 1961 | Jordi Palés           | J.M. Palés            | Nacha Hospital       | Alicia Guri          |                      |
| 1962 | Ramón                 | Huecas                | Ana María Navarro    | Nuño                 |                      |
| 1963 | Jordi Palés           | J.M. Palés            | Ana María Navarro    | Montserrat Guiamet   |                      |
| 1964 | Jordi Palés           | J.M. Palés            | Montserrat Guiamet   | María Rosa Riumbau   |                      |
| 1965 | Ibáñez                | Salvia                | Moreu                | Recasens             |                      |
| 1966 | Juan Castillo         | Ramón Elorza          | M.L. Acebo           | Martínez             |                      |
| 1967 | Juan Castillo         | Ramón Elorza          | Moreu                | Recasens             |                      |
| 1968 | Jordi Palés           | Fonollá               | Mercé Foz            | Montserrat Foz       |                      |
| 1969 | Salvia                | Marqués               | Mercé Foz            | Montserrat Foz       |                      |
| 1970 | Juan Castillo         | Aurelio Burgos        | Mercé Foz            | Montserrat Foz       |                      |
| 1971 | J.M. Palés            | Juan Sureda           | Pitel                | Rodríguez            |                      |
| 1972 | Juan Castillo         | Aurelio Burgos        | Pilar Lupón          | Messeguer            |                      |
| 1973 | Orlando Saña          | Roberto Navarro       | Mercé Foz            | Montserrat Sanahuja  |                      |
| 1974 | Orlando Saña          | Roberto Navarro       | Bros                 | Clapés               |                      |
| 1975 | Juan Sureda           | Josep Feliú II        | Montserrat Sanahuja  | Elena Serra          |                      |
| 1976 | Juan Sureda           | Josep Feliú II        | Pilar Lupón          | Pura Osorio          |                      |
| 1977 | Orlando Saña          | Roberto Navarro       | Montserrat Sanahuja  | Elena Serra          |                      |
| 1978 | Salvador Molés        | Ramón Junyent         | Gargallo             | Fábregas             |                      |
| 1979 | Josep María Pales     | José Lupón            | Montserrat Sanahuja  | Elena Serra          |                      |
| 1980 | Ismael Caymel         | Luis Calvo            | Pilar Lupón          | Pilar Gargallo       |                      |
| 1981 | Josep María Palés     | Salvador Molés        | Montserrat Sanahuja  | Elena Serra          |                      |
| 1982 | David Sánchez         | Manuel Quijano        | Pilar Lupón          | Pilar Gargallo       |                      |
| 1983 | Josep María Palés     | Salvador Molés        | Araceli Doménech     | Pilar Gargallo       |                      |
| 1984 | Josep María Palés     | Salvador Molés        | Montserrat Sanahuja  | Araceli Doménech     |                      |
| 1985 | Josep María Palés     | Salvador Molés        | Montserrat Sanahuja  | Araceli Doménech     |                      |
| 1986 | Josep María Palés     | Salvador Molés        | Ana María Godes      | Araceli Doménech     |                      |
| 1987 | Josep María Palés     | Salvador Molés        | Mónica Weisz         | Montse Weisz         |                      |
| 1988 | Josep María Palés     | Salvador Molés        | Ana María Godes      | Araceli Doménech     |                      |
| 1989 | Josep María Palés     | Salvador Molés        | Mónica Weisz         | Montse Weisz         |                      |
| 1990 | Roberto Casares       | Pere Weisz            | Mónica Weisz         | Montse Weisz         |                      |
| 1991 | Roberto Casares       | Pere Weisz            | Ana María Godes      | Gloria Gauchia       |                      |
| 1992 | Ismael Caymel         | Pere Weisz            | Ana María Godes      | Gloria Gauchia       |                      |
| 1993 | Isamel Caymel         | Pere Weisz            | Mónica Weisz         | Montse Weisz         |                      |
| 1994 | Isamel Caymel         | Pere Weisz            | Mónica Weisz         | Montse Weisz         |                      |
| 1995 | Isamel Caymel         | Pere Weisz            | Mónica Weisz         | Montse Weisz         |                      |
| 1996 | Alfredo Carneros      | Daniel Torres         | Marta Ylla-Catalá    | E. Arnau             |                      |
| 1997 | Alfredo Carneros      | Daniel Torres         | Roser Vilá           | Sara Pérez           |                      |
| 1998 | Alfredo Carneros      | Daniel Torres         | Marta Ylla-Catalá    | Mónica Weisz         |                      |
| 1999 | Alfredo Carneros      | Daniel Torres         | Marta Ylla-Catalá    | Rosser Vilá          |                      |
| 2000 | Alfredo Carneros      | Daniel Torres         | Marta Ylla-Catalá    | E. Arnau             |                      |
| 2001 | Víctor Sánchez        | J.B. Sevilla          | Alba Prades          | Marta Ylla-Catalá    |                      |
| 2002 | Víctor Sánchez        | J.B. Sevilla          | Galia Dvorak         | Sara Ramírez         |                      |
| 2003 | Alfredo Carneros      | Daniel Torres         | Galia Dvorak         | Sara Ramírez         |                      |
| 2004 | Alfredo Carneros      | Daniel Torres         | Jessica Hernández    | Alba Prades          |                      |
| 2005 | Alfredo Carneros      | Daniel Torres         | Galia Dvorak         | Sara Ramírez         |                      |
| 2006 | Carlos Machado        | José Luis Machado     | Galia Dvorak         | Sara Ramírez         |                      |
| 2007 | Marc Durán            | Oriol Monzó           | Galia Dvorak         | Sara Ramírez         |                      |
| 2008 | Alfredo Carneros      | Daniel Torres         | Yanfei Shen          | Zhu Fang             |                      |
| 2009 | Alfredo Carneros      | Daniel Torres         | Sara Ramírez         | Ana Badosa           |                      |
| 2010 | Álvaro Robles         | Endika Díez           | Galia Dvorak         | Zhu Fang             |                      |
| 2011 | Marc Durán            | Oriol Monzó           | Yanfei Shen          | Zhu Fang             |                      |
| 2012 | Álvaro Robles         | Endika Díez           | Galia Dvorak         | Sara Ramírez         |                      |
| 2013 | Marc Durán            | Oriol Monzó           | Sara Ramírez         | Jessica Hernández    |                      |
| 2014 | Marc Durán            | Oriol Monzó           | María Xiao           | Zhu Fang             |                      |
| 2015 | Marc Durán            | Oriol Monzó           | Laura Ramírez        | Raquel Bonilla       |                      |
| 2016 | Marc Durán            | Oriol Monzó           | María Xiao           | Sara Ramírez         |                      |
| 2017 | Álvaro Robles         | Endika Díez           | María Xiao           | Sara Ramírez         |                      |
| 2018 | Marc Durán            | Oriol Monzó           | Sara Ramírez         | Raquel Bonilla       |                      |
| 2019 | Álvaro Robles         | Endika Díez           | Sofía Xuan-Zhang     | Ana García           |                      |
| 2020 | Miguel Ángel Vilchez  | Carlos Franco         | Alba Fernández       | Marina Ñíguez        |                      |
| 2022 | Marc Durán            | Oriol Monzó           | Eugenia Sastre       | Ainhoa Cristóbal     |                      |
| 2023 | Miguel Ángel Vilchez  | Carlos Franco         | Eugenia Sastre       | Ainhoa Cristóbal     |                      |

## Medallero en modalidad de dobles

### Campeones de España en dobles masculino con 5 o más títulos, y sus mejores duplas
| Nombre            | Veces ganador | Nombre dupla                | Veces ganador |
| ----------------- | ------------- | --------------------------- | ------------- |
| Alfredo Carneros  | 10            | con Daniel Torres           | 10            |
| Daniel Torres     | 10            |                             |               |
| Josep María Palés | 9             | con Salvador Molés          | 8             |
| Salvador Molés    | 9             |                             |               |
| Marc Durán        | 8             | con Oriol Monzó             | 8             |
| Oriol Monzó       | 8             |                             |               |
| Jordi Palés       | 7             | con J.M. Palés              | 5             |
| J.M. Palés        | 6             |                             |               |
| Pere Weisz        | 6             | con Ismael Caymel           | 4             |
| Juan Castillo     | 5             | Aurelio Burgos y con Elorza | 2 y 2         |

### Campeonas de España en dobles femenino con 5 o más títulos, y sus mejores duplas
| Nombre              | Veces ganador | Nombre dupla                                  | Veces ganador |
| ------------------- | ------------- | --------------------------------------------- | ------------- |
| Sara Ramírez        | 11            | con Galia Dvorak                              | 6             |
| Galia Dvorak        | 7             |                                               |               |
| Montserrat Sanahuja | 7             | con Elena Serra                               | 4             |
| Mónica Weisz        | 6             | con Montse Weisz                              | 6             |
| Montse Weisz        | 6             |                                               |               |
| Alicia Guri         | 6             | con Mercedes Solsona                          | 4             |
| Mercedes Solsona    | 5             |                                               |               |
| Nacha Hospital      | 5             | con Carmen Casas                              | 3             |
| Araceli Doménech    | 5             | con Montserrat Sanahuja y con Ana María Godes | 2             |
| Marta Ylla-Catalá   | 5             | con E. Arnau                                  | 2             |